# François Meyronnis
Œuvres principales
- L'Axe du Néant
- De l'extermination considérée comme un des beaux-arts
- Brève attaque du vif
- Tout autre, une confession

François Meyronnis, né à Paris le 22 décembre 1961, est un écrivain français.

## Revues
Il a créé avec Yannick Haenel la revue Ligne de risque.
Il collabore aux revues L'Infini et Luna Park.

## Positionnement
Il se positionne radicalement contre le roman psychologique français et le naturalisme, et s'est mis au défi de dépasser le nihilisme.

## Référence
1. ↑  « François Meyronnis », sur Evene.fr, 22 décembre 1961 (consulté le 21 août 2024)
2. ↑  Critique de Dieudonné Gnammankou